# Arne Marit
Arne Marit (* 21. ledna 1999) je belgický profesionální silniční cyklista jezdící za UCI WorldTeam UCI WorldTeam Intermarché–Wanty.

## Hlavní výsledky
2016
9. místo Ronde van Vlaanderen Juniores
2017
vítěz Nokere Koerse Juniores
Niedersachsen-Rundfahrt der Junioren
vítěz etapy 2b
4. místo E3 Harelbeke Junioren
5. místo Ronde van Vlaanderen Juniores
2018
Okolo jižních Čech
vítěz 1. etapy (TTT)
8. místo Circuit de Wallonie
2019
vítěz Grand Prix Criquielion
3. místo Antwerpse Havenpijl
Le Triptyque des Monts et Châteaux
8. místo celkově
8. místo De Kustpijl
8. místo Memorial Philippe Van Coningsloo
2020
Tour Bitwa Warszawska 1920
vítěz 1. etapy
Národní šampionát
2. místo silniční závod do 23 let
7. místo Dorpenomloop Rucphen
8. místo Paříž–Tours Espoirs
2021
vítěz Grand Prix du Morbihan
4. místo Gooikse Pijl
5. místo Grote Prijs Jef Scherens
5. místo Ronde van Drenthe
7. místo Paříž–Tours
9. místo Grote Prijs Jean-Pierre Monseré
2022
vítěz Nationale Sluitingsprijs
8. místo Schaal Sels
9. místo Gooikse Pijl
10. místo Memorial Rik Van Steenbergen
2023
4. místo Omloop van het Houtland
5. místo Famenne Ardenne Classic
6. místo Grand Prix d'Isbergues
7. místo Paříž–Bourges
9. místo Grand Prix de Fourmies
10. místo Binche–Chimay–Binche

### Výsledky na Grand Tours
| Grand Tour      | 2023 |
| --------------- | ---- |
| Giro d'Italia   | 112  |
| Tour de France  | —    |
| Vuelta a España | —    |

| —   | Nezúčastnil se |
| DNF | Nedokončil     |